# Diocèse de Shrewsbury
Le diocèse de Shrewsbury est un diocèse suffragant de l'archidiocèse de Birmingham en Angleterre, constitué en 29 septembre 1850. Depuis le 1er octobre 2010, son évêque est Mark Davies. 

## Territoire
Le diocèse comprend le comté de Shropshire, la plus grande partie du comté de Cheshire, et certaines parties des comtés de Greater Manchester, Merseyside et Derbyshire.
L'évêché se trouve à Shrewsbury, où se dresse la cathédrale Notre-Dame-Auxiliatrice-et-Saint-Pierre d'Alcantara.
Le territoire est divisé en 89 paroisses, desservies par 52 diacres et 148 prêtres (en 2022).

## Histoire

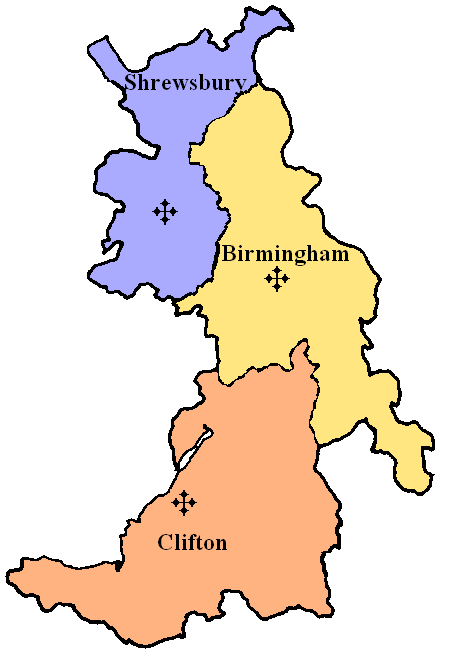
Localisation du diocèse au sein de la province ecclésiastique de Birmingham.

Le diocèse a été érigé le 29 septembre 1850 par le bref Universalis Ecclesiae du pape Pie IX, reprenant le territoire du vicariat apostolique du district du pays de Galles (actuel archidiocèse de Cardiff), du vicariat apostolique du district central (actuel archidiocèse de Birmingham) et du vicariat apostolique du district du Lancashire (actuel archidiocèse de Liverpool). À l'origine, il était suffragant de l'archidiocèse de Westminster.
En 1895, il a cédé une partie de son territoire pour l'érection du second vicariat apostolique du pays de Galles (actuel diocèse de Menevia) par le bref De animarum salute du pape Léon XIII.
Le 28 octobre 1911, il a été intégré à la province ecclésiastique de l'archidiocèse de Birmingham. 